# نظام فهرسة المواضيع الطبية
نظام فهرسة المواضيع الطبية (بالإنجليزية: Medical Subject Headings)‏ وتُختصر إلى MeSH هو نظام شامل لغرض فهرسة مقالات الدوريات والكتب في مجال علوم الحياة. وهو بمثابة قاموس المرادفات الذي يسهل البحث. تم إنشاؤه وتحديثه بواسطة المكتبة الوطنية الأمريكية للطب NLM، ويتم استخدامه بواسطة قاعدة بيانات مقالات مدلاين ومحرك بحث ببمد وكتالوج المكتبة الوطنية الأمريكية للطب لمقتنيات الكتب. يتم استخدام نظام فهرسة المواضيع الطبية أيضًا بواسطة موقع التجارب السريرية لتصنيف الأمراض التي تمت دراستها من خلال التجارب المسجلة في الموقع.
تم تقديم نظام فهرسة المواضيع الطبية في الستينات، مع كتالوج فهرس المكتبة الوطنية الأمريكية للطب الخاص وعناوين الموضوعات للفهرس الطبي التراكمي الفصلي (إصدار 1940). تم إيقاف النسخة المطبوعة السنوية من نظام فهرسة المواضيع الطبية في عام 2007 وأصبح نظام فهرسة المواضيع الطبية متاحًا الآن عبر الإنترنت فقط. يمكن تصفحها وتنزيلها مجانًا من خلال محرك بحث ببمد. في الأصل باللغة الإنجليزية، تمت ترجمة نظام فهرسة المواضيع الطبية إلى العديد من اللغات الأخرى ويسمح باسترجاع المستندات من أصول مختلفة.

## بنية النظام
تنقسم مفردات نظام فهرسة المواضيع الطبية إلى أربعة أنواع من المصطلحات. أهمها «العناوين» (المعروفة أيضًا باسم عناوين نظام فهرسة المواضيع الطبية أو الواصفات)، والتي تصف موضوع كل مقال (على سبيل المثال، «وزن الجسم» أو «وذمة الدماغ» أو «تمريض الرعاية الحرجة»). معظم هذه المصطلحات مصحوبة بوصف أو تعريف قصير، وروابط إلى واصفات ذات صلة، وقائمة من المرادفات أو المصطلحات المشابهة جدًا (المعروفة باسم شروط الإدخال). يحتوي نظام فهرسة المواضيع الطبية على ما يقرب من 27000 إدخال ويتم تحديثه سنويًا ليعكس التغييرات في الطب والمصطلحات الطبية. يتم ترتيب مصطلحات نظام فهرسة المواضيع الطبية بترتيب أبجدي وبنية هرمية حسب فئات الموضوعات بشروط أكثر تحديدًا مرتبة تحت شروط أوسع. عندما نبحث عن مصطلح في رؤوس الموضوعات الطبية نظام فهرسة المواضيع الطبية، يتم تلقائيًا تضمين مصطلحات نظام فهرسة المواضيع الطبية الأكثر تحديدًا في البحث. يُعرف هذا بالبحث الموسع أو التفجير لمصطلح نظام فهرسة المواضيع الطبية. هذه المعلومات الإضافية والهيكل الهرمي تجعل من نظام فهرسة المواضيع الطبية أساسًا قاموسًا للمرادفات، بدلاً من قائمة عناوين موضوعات بسيطة.
النوع الثاني من المصطلحات، العناوين الفرعية أو المؤهلات في نظام فهرسة المواضيع الطبية، يمكن استخدامه مع مصطلحات نظام فهرسة المواضيع الطبية لوصف أكثر اكتمالا جانبًا معينًا من الموضوع، مثل الآثار السلبية أو التشخيصية أو الجينية. على سبيل المثال، يتم عرض العلاج الدوائي للربو على أنه علاج الربو/العلاج الدوائي.
النوعان المتبقيان من المصطلحات هما النوعان اللذان يصفان نوع المادة التي تمثلها المقالة (أنواع النشر)، وسجلات المفاهيم التكميلية (SCR) التي تصف مواد مثل المنتجات الكيميائية والأدوية غير المدرجة في العناوين (انظر فقرة الملاحق").

### التسلسل الهرمي للواصف
يتم ترتيب الواصفات أو عناوين الموضوعات في تسلسل هرمي. قد يظهر واصف معين في عدة مواقع في التسلسل الهرمي. تحمل مواقع الشجرة تسميات منهجية تُعرف بأرقام الشجرة، وبالتالي يمكن أن يحمل واصف واحد عدة أرقام شجرية. على سبيل المثال، يحتوي الواصف "Digestive System Neoplasms" على أرقام الشجرة C06.301 وC04.588.274؛ C تعني الأمراض، C06 لأمراض الجهاز الهضمي وC06.301 لأورام الجهاز الهضمي. C04 للأورام، C04.588 للأورام حسب الموقع، وC04.588.274 أيضًا لأورام الجهاز الهضمي. تخضع أرقام الشجرة للواصف المحدد للتغيير مع تحديث نظام فهرسة المواضيع الطبية. يحمل كل واصف أيضًا معرفًا أبجديًا رقميًا فريدًا لن يتغير.

### الأوصاف
تأتي معظم عناوين الموضوعات مع وصف قصير أو تعريف. انظر إلى وصف نظام فهرسة المواضيع الطبية لمرض السكري من النوع 2 كمثال. تمت كتابة النص التوضيحي بواسطة فريق نظام فهرسة المواضيع الطبية بناءً على مصادرهم القياسية ما لم يذكر خلاف ذلك. المراجع هي في الغالب موسوعات وكتب مدرسية قياسية لمجالات الموضوع. لم يتم إعطاء مراجع لبيانات محددة في الأوصاف؛ بدلاً من ذلك، تتم إحالة القراء إلى الببليوغرافيا.

### تصفيات
بالإضافة إلى التسلسل الهرمي للواصف، يحتوي نظام فهرسة المواضيع الطبية على عدد صغير من التصنيفات القياسية (المعروفة أيضًا باسم التصنيفات الفرعية)، والتي يمكن إضافتها إلى الواصفات لتضييق نطاق الموضوع. على سبيل المثال، «الحصبة» هو واصف و«علم الأوبئة» هو الوصف؛ يصف «الحصبة / علم الأوبئة» التصنيفات الفرعية للمقالات الوبائية حول الحصبة. يمكن إضافة مؤهل «علم الأوبئة» إلى جميع واصفات المرض الأخرى. لا يُسمح بجميع تركيبات الواصف / المعرفات نظرًا لأن بعضها قد لا يكون له معنى. إجمالاً، هناك 83 تصفيا مختلفا.

### الملاحق
بالإضافة إلى الواصفات، يحتوي نظام فهرسة المواضيع الطبية أيضًا على حوالي 139.000 من سجلات المفاهيم التكميلية. هذه لا تنتمي إلى المفردات الخاضعة للرقابة على هذا النحو؛ وتحتوي على روابط لأقرب واصف ملائم لاستخدامه في بحث مدلاين. العديد من هذه السجلات تصف المواد الكيميائية.

## الاستخدم في مدلاين / ببمد
في مدلاين / ببمد، تتم فهرسة كل مقالة في مجلة بحوالي 10-15 عنوانًا للموضوع، وعناوين فرعية، وسجلات مفاهيم تكميلية، مع تصنيف بعضها على أنها رئيسية ومعلمة بعلامة النجمة، للإشارة إلى الموضوعات الرئيسية للمقالة. عند إجراء بحث مدلاين عبر ببمد، تتم ترجمة مصطلحات الإدخال تلقائيًا إلى (أي تعيينها إلى) الواصفات المقابلة بدرجة جيدة من الموثوقية؛ يوصى بالتحقق من علامة التبويب «التفاصيل» في محرك بحث ببمد لمعرفة كيف تمت ترجمة صيغة البحث. بشكل افتراضي، سيتضمن البحث عن واصف جميع الواصفات في التسلسل الهرمي المعطى. لا يطبق محرك بحث ببمد التعيين التلقائي للمصطلح في الظروف التالية: عن طريق كتابة العبارة المقتبسة (على سبيل المثال، "kidney allograft")، عند اقتطاعها على علامة النجمة (على سبيل المثال، kidney allograft *)، وعند البحث باستخدام الملصقات الميدانية (على سبيل المثال، Cancer [ti]).

## الاستخدم في موقع التجارب السريرية
في موقع التجارب السريرية (بالإنجليزية: ClinicalTrials.gov)‏، تحتوي كل تجربة على كلمات رئيسية تصف التجربة. يخصص فريق موقع التجارب السريرية لكل تجربة مجموعتين من مصطلحات نظام فهرسة المواضيع الطبية. مجموعة واحدة للظروف التي درستها التجربة والأخرى لمجموعة التدخلات المستخدمة في التجربة. يحتوي ملف XML الذي يمكن تنزيله لكل تجربة على هذه الكلمات الأساسية في نظام فهرسة المواضيع الطبية. يحتوي ملف XML أيضًا على تعليق يقول: «يتم تعيين كلمات رئيسية في نظام فهرسة المواضيع الطبية بواسطة خوارزمية غير كاملة».

## تصنيفات
الفئات ذات التصنيف الأعلى في التسلسل الهرمي هي:
- علم التشريح [A]
- الكائنات الحية [B]
- الأمراض [C]
- الكيماويات والعقاقير [D]
- التقنيات والمعدات التحليلية والتشخيصية والعلاجية [E]
- الطب النفسي وعلم النفس [F]
- العلوم البيولوجية [G]
- العلوم الفيزيائية [H]
- الأنثروبولوجيا والتعليم وعلم الاجتماع والظواهر الاجتماعية [I]
- التكنولوجيا والأغذية والمشروبات [J]
- العلوم الإنسانية [K]
- علم المعلومات [L]
- الأشخاص [M]
- الرعاية الصحية [N]
- خصائص النشر [V]
- المواقع الجغرافية [Z]

## وصلات خارجية
- الموقع الرسمي
- الصفحة الرئيسية لعنوان الموضوع الطبي مقدمة من المكتبة الوطنية للطب والمعاهد الوطنية للصحة (الولايات المتحدة)
- دروس قواعد بيانات نظام فهرسة المواضيع الطبية
- تعيين المصطلح التلقائي
- تصفح نظام فهرسة المواضيع الطبية:
  - انتريز
  - متصفح نظام فهرسة المواضيع الطبية
  - متصفح نظام فهرسة المواضيع الطبية المرئي يرسم خرائط العلاقات بين الأدوية والأمراض في البحث
  - MD
- قائمة التصفيات - 2009